# Thomas Coventry (1er baron Coventry)
Pour les articles homonymes, voir Thomas Coventry et Coventry.
Thomas Coventry, 1er baron Coventry (1578 - 14 janvier 1640) est un éminent avocat, homme politique et juge anglais du début du XVIIe siècle.

## Jeunesse et début de carrière
Il entre au Balliol College d'Oxford en 1592 et à l'Inner Temple en 1594, devenant conseiller de la société en 1614, lecteur en 1616 et occupant le poste de trésorier de 1617 à 1621. Ses capacités juridiques exceptionnelles sont récompensées très tôt par une promotion officielle. Le 16 novembre 1616, il est nommé Recorder de Londres malgré l'opposition de Francis Bacon, qui, bien qu'il lui reconnait d'être « un homme bien formé et honnête », objecte qu'il a été « élevé par Edward Coke et assaisonné dans son façons." Le 14 mars 1617, il est nommé solliciteur général et fait chevalier.

## Carrière politique et judiciaire

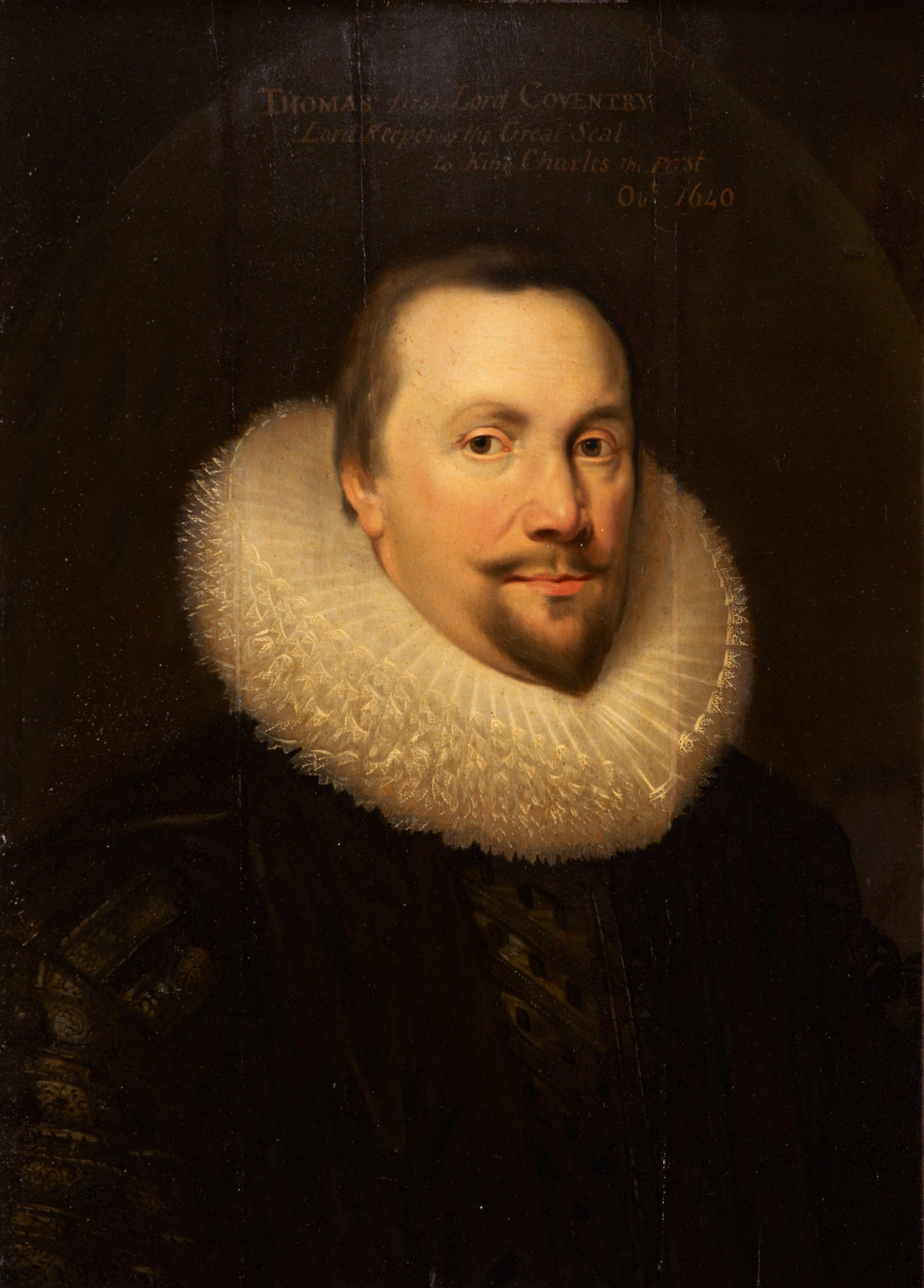
Thomas Coventry est nommé Lord Keeper of the Great Seal le 1er novembre 1625.

Il est élu pour Droitwich au Parlement de 1621 ; et le 11 janvier de cette année-là est nommé procureur général. Il participe à la procédure contre Bacon pour corruption, et dirige à la Chambre des communes la mise en accusation d'Edward Floyd pour insulte à l'électeur et à l'électrice palatine.
Le 1er novembre 1625, il est nommé lord gardien du grand sceau ; à ce titre, il délivre la réprimande de Charles Ier aux Communes le 9 mars 1626, lorsqu'il déclare que la « liberté de conseil » leur appartenait seule et non la « liberté de contrôle ». Le 10 avril 1628, il reçoit le titre de baron Coventry d'Aylesborough dans le Worcestershire. À l'ouverture du parlement en 1628, il indique que le roi userait de sa prérogative s'il était davantage contrecarré en matière de ravitaillement. Dans les débats qui suivent, cependant, tout en soutenant fermement la prérogative du roi contre les prétentions du parlement au pouvoir exécutif, il favorise une politique de modération et de compromis. Il défend le droit du conseil dans des circonstances particulières d'incarcérer des personnes sans justification et de délivrer des mandats généraux. Il désapprouve la dissolution brutale du parlement par le roi et consent à la libération sous caution des sept membres emprisonnés à condition qu'ils donnent caution de leur bonne conduite.
Il montre moins d'asservissement que Bacon envers le duc de Buckingham, et sa résistance aux prétentions de ce dernier à la fonction de Lord-grand-connétable exaspère grandement le duc. Buckingham raille Coventry d'avoir gagné sa place par sa faveur ; Coventry répond : « Ai-je pensé que j'avais ma place grâce à votre faveur, je me défait en rendant le sceau à Sa Majesté » . Après ce défi, la mort subite de Buckingham à elle seule a probablement empêché le renvoi de Coventry .
Il prononce la condamnation à mort de Lord Audley en 1631, rédige et fait appliquer la proclamation du 20 juin 1632 ordonnant aux gentilshommes campagnards de quitter Londres, et en 1634 se joint à l'attaque de William Laud contre le comte de Portland pour spéculation. La même année, dans une adresse aux juges, il appuie le projet de prélèvement de l'argent des navires sur les comtés intérieurs ainsi que maritimes, au motif de la nécessité de s'armer efficacement, « afin qu'ils ne soient pas forcés de se battre », "les murs en bois" étant à son avis "les meilleurs murs de ce royaume"  Il vote dans Star Chamber en 1633 pour relever le juge irlandais Lord Sarsfield de ses fonctions pour corruption, le censurant sévèrement pour avoir entendu une affaire de meurtre en privé et pour avoir intimidé le jury pour qu'il rende un verdict de culpabilité .
Dans la Star Chamber Coventry est l'un des juges de John Lilburne en 1637, mais il fait généralement preuve d'une modération remarquable, enclin à la clémence dans les cas de Richard Chambers en 1629 pour des discours séditieux, et de Henry Sherfield (en) en 1632 pour avoir brisé du verre peint dans une église. Il empêche également la pendaison d'hommes pour résistance au recrutement dans la Marine, et souligne son illégalité, puisque les hommes n'étaient pas soumis à la Loi martiale. Tout en contribuant pour trente cavaliers à l'expédition écossaise en 1638 et en prêtant au roi 10 000 £ en 1639, il n'accorde aucun soutien à l'emprunt forcé prélevé sur la ville cette dernière année.

## Famille
Lord Coventry est le fils aîné de Sir Thomas Coventry, juge des plaids communs (un descendant de John Coventry, lord-maire de la ville de Londres sous le règne d'Henri VI), et de Margaret Jeffreys de Croome D'Abitot, dans le Worcestershire.
Il épouse:
1. Sarah, (sœur d'Edward Sebright de Besford dans le Worcestershire, et fille de John Sebright par Anne Bullingham), dont, outre une fille, il a un fils,
- Thomas, qui lui succède comme 2e baron,

2. Elizabeth, fille de John Aldersley de Spurstow, Cheshire, et veuve de William Pitchford, dont il a quatre autres fils et quatre autres filles :
- John, père de John Coventry (1636-1685) (en)
- Francis,
- Henry, secrétaire d'État (1672-1680)
- William Coventry (en), l'homme d'État
- Anne, qui épouse William Savile (3e baronnet) (en) (1629) puis Thomas Chicheley de Wimpole (1645)
- Mary qui épouse Henry Frederick Thynne, 1er baronnet
- Margaret, qui épouse Anthony Ashley-Cooper, plus tard comte de Shaftesbury
- Dorothy, qui épouse John Pakington (2e baronnet).

Thomas Coventry, 5e baron (mort en 1699), est créé comte de Coventry en 1697 avec une transmission possible, en cas d'absence de descendance masculine, à celle de Walter, frère cadet du lord keeper, dont l'actuel comte de Coventry descend.